# Kraljevečki Novaki
Kraljevečki Novaki Szeszvete városnegyed része, 1991 előtt Zágráb fővároshoz tartozó önálló település Horvátországban. Közigazgatásilag a fővároshoz tartozik.

## Fekvése
Zágráb városközpontjától légvonalban 12, közúton 14 km-re keletre, az A4-es autópálya keleti oldalán fekszik.

## Története
Az első katonai felmérés térképén „Novaki” néven található. Lipszky János 1808-ban Budán kiadott repertóriumában „Novaki” néven szerepel. Az utolsó önálló népszámlálásakor 1981-ben a településnek 632 lakosa volt. Az 1980-as évek elején a Szlavóniából, Dalmáciából, Zagorjéből, Hercegovinából, Banovinából és Likából érkezett betelepülők miatt jelentős népességnövekedés következett be. A népességet tovább növelte a horvátországi háború elején a Horvát Köztársaság megszállt területeiről, különösen a Boszniai Szávamentéről érkezett menekültek nagy száma. A település Szeszvete önkormányzatának a megszüntetéséről szóló, 1990. december 31-i határozatával városi kerületté és Szeszvete városrész szerves részévé vált. Mai becsült lakossága mintegy kétezer fő.

## Kultúra
A városrészen működik a „Marija Magdalena” folklóregyüttes, melyet 2015. július 18-án alapítottak. Célja, hogy megőrizze és bemutassa az egész Horvátország, valamint Bosznia és Hercegovina népi szokásait, dalait és táncait, és hogy fejlessze a hagyományok és a népi örökség tiszteletét különösen a fiatalabb generációk körében. A Marija Magdalena folklóregyüttes jelenleg négy csoportban működik: két folklórcsoport (gyermekek és felnőttek), egy tamburazenekar és egy kézimunkacsoport, mely a hagyományos népi ékszerek készítésével foglalkozik.

## Oktatás
PŠ Kraljevečki Novaki területi általános iskola.